# Good Luck Chuck
Good Luck Chuck is een Amerikaans-Canadese romantische komedie uit 2007, met in de hoofdrollen Jessica Alba en Dane Cook. De film heeft wereldwijd ruim 53 miljoen dollar opgebracht. De regisseur is Mark Helfrich.

## Verhaal
De film gaat over Charlie, oftewel Chuck (Dane Cook), die een speciale kracht bezit. De dag nadat Chuck met een vrouw de liefde heeft bedreven, vindt zij de ware. Maar hij is dat niet. In het begin vindt Chuck dit erg aangenaam. Alle vrouwen willen met hem de liefde bedrijven, maar dan vindt hij zijn ware (Jessica Alba). Wat moet hij nu doen? Want hij weet dat als hij het bed met haar deelt, zij verliefd wordt op iemand anders.

## Rolverdeling
- Dane Cook - Charlie Logan
- Jessica Alba - Cam Wexler
- Dan Fogler - Stuart Klaminsky
- Annie Wood - Lara
- Chelan Simmons - Carol
- Crystal Lowe - Cam's Wedding Friend
- Jodie Stewart - Eleanor Skepple
- Connor Price - Jonge Charlie
- Troy Gentile - Jonge Stu
- Sasha Pieterse - Jonge Anisha
- Michelle Harrison - Anisha
- Lonny Ross - Joe Wexler
- Jodelle Ferland - Lila
- Liam James - Boy in Penguin Habitat

## Recensies
De film heeft erg slechte recensies gekregen. Zo kreeg de film maar een score van 5% op Rotten Tomatoes.